# 334省道 (江苏省)
江苏S334省道，又名如泰公路，是江苏省的一条重点干线公路，西起长江泰兴港区，东至如东洋口港，全长 147.5 公里。双向6车道,部分路段双向4车道.該省道主要经过泰兴、溪桥、黄桥、搬经、如皋、丁堰、掘港、如东等地。是一条连接泰兴,如皋,如东等苏中城市通江达海的重要通道。